# Gare de Louhans
La gare de Louhans est une gare ferroviaire française de la ligne de Dijon-Ville à Saint-Amour. Elle est située sur le territoire de la commune de Louhans, sous-préfecture du département de Saône-et-Loire, en région Bourgogne-Franche-Comté.
La première gare édifiée sur la commune, est mise en service en 1871 par la Compagnie des Dombes et des chemins de fer du Sud-Est. Le bâtiment actuel est ouvert en 1883, à proximité du premier, par le PLM. C'est une gare de la SNCF, desservie par des trains TER Bourgogne-Franche-Comté.

## Situation ferroviaire
Établie à 182 m d'altitude, la gare de Louhans est située au point kilométrique (PK) 401,692 de la ligne de Dijon-Ville à Saint-Amour, entre les gares de Mervans et Saint-Amour. Il existait autrefois une communication de voies, avec la ligne de Saint-Germain-du-Plain à Lons-le-Saunier implantée à peu de distance, et qui possédait sa propre gare. Cette dernière est aujourd'hui déclassée.
Elle est équipée de deux quais : le quai « 1 » dispose d'une longueur utile de 140 m pour la voie « 1 », le quai « 2 » d'une longueur utile de 183 m pour la voie « 2 ».

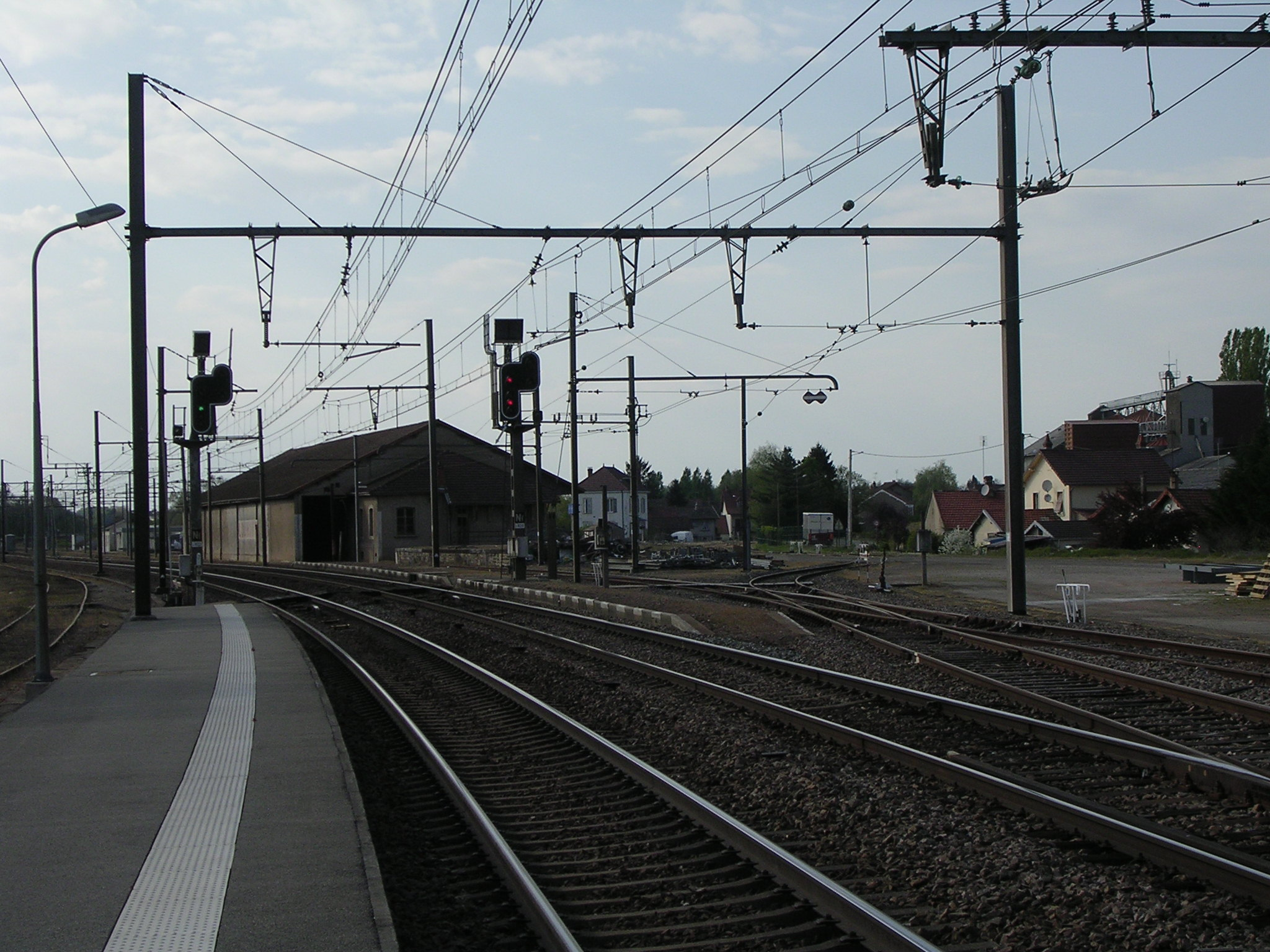
La ligne, les voies de service et l'ancienne halle à marchandises

## Histoire
C'est la Compagnie des Dombes et des chemins de fer du Sud-Est qui met en service la première gare de Louhans, avec buffet,, lors de l'ouverture de sa ligne d'intérêt local de Chalon-sur-Saône à Lons-le-Saunier en 1871. 
Cette gare des Dombes devient voisine, pour permettre les correspondances, d'une nouvelle gare édifiée par la Compagnie des chemins de fer de Paris à Lyon et à la Méditerranée (PLM), mise en service en juin 1883 lors de l'ouverture de la dernière section de Seurre à Saint-Amour, de sa ligne de Dijon à Saint-Amour.

## Service des voyageurs

### Accueil
Gare SNCF, elle dispose d'un bâtiment voyageurs ouvert tous les jours, le guichet est ouvert uniquement du lundi au vendredi depuis le printemps 2016. Elle est équipée d'automates pour l'achat de titres de transport.

### Desserte
Louhans est desservie par des trains TER Bourgogne-Franche-Comté qui effectuent des missions entre les gares de Dijon-Ville, et Bourg-en-Bresse.

### Intermodalité
Un parc à vélos et un parking y sont aménagés. Un service de cars, à tarification SNCF, renforce la liaison de Seurre à Louhans, via Mervans.

## Patrimoine ferroviaire
L'ancien bâtiment voyageurs de type PLM 2e classe agrandi est toujours utilisé par la SNCF.

## Galerie de photos

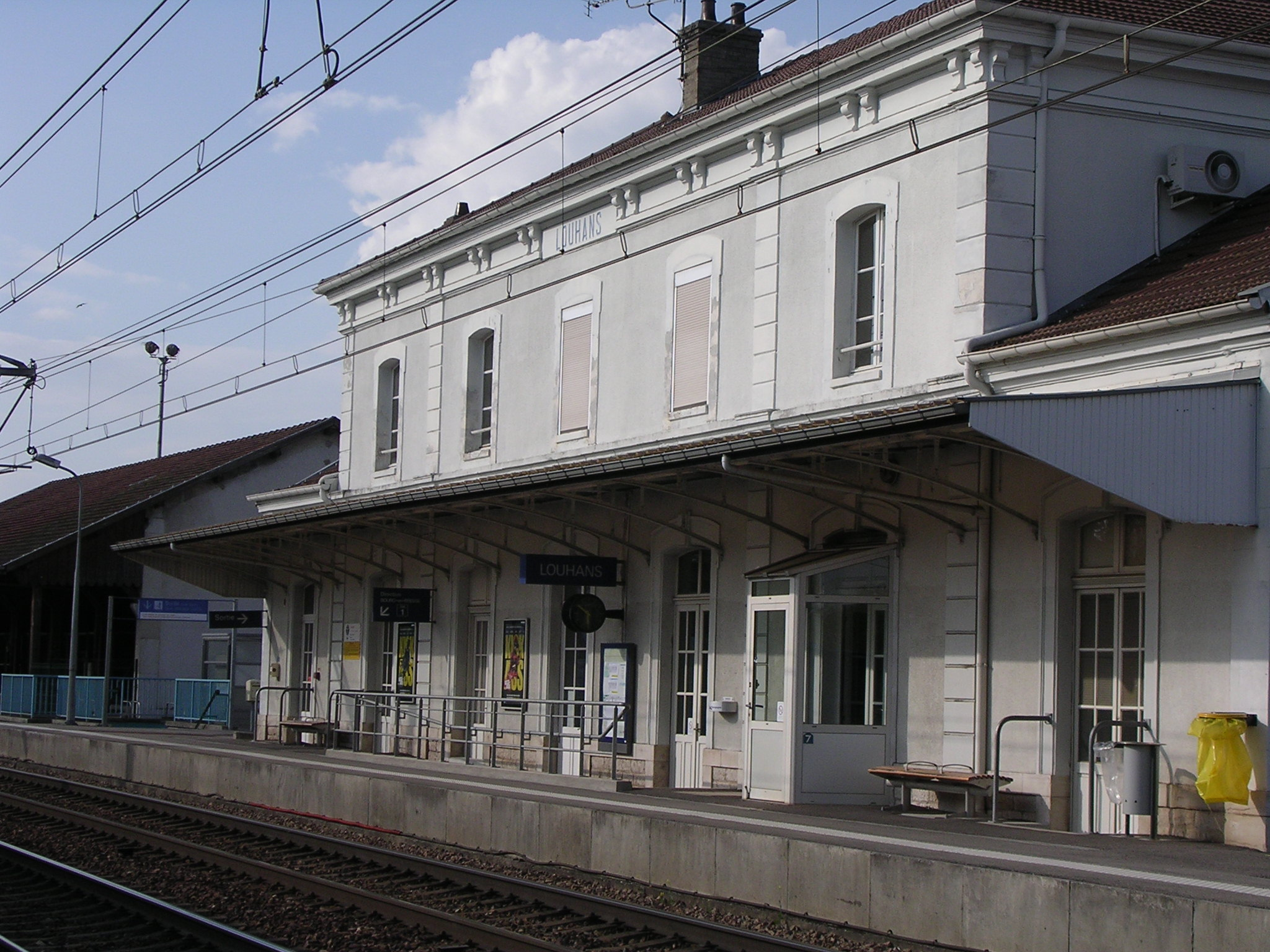
Le bâtiment voyageurs (du PLM).
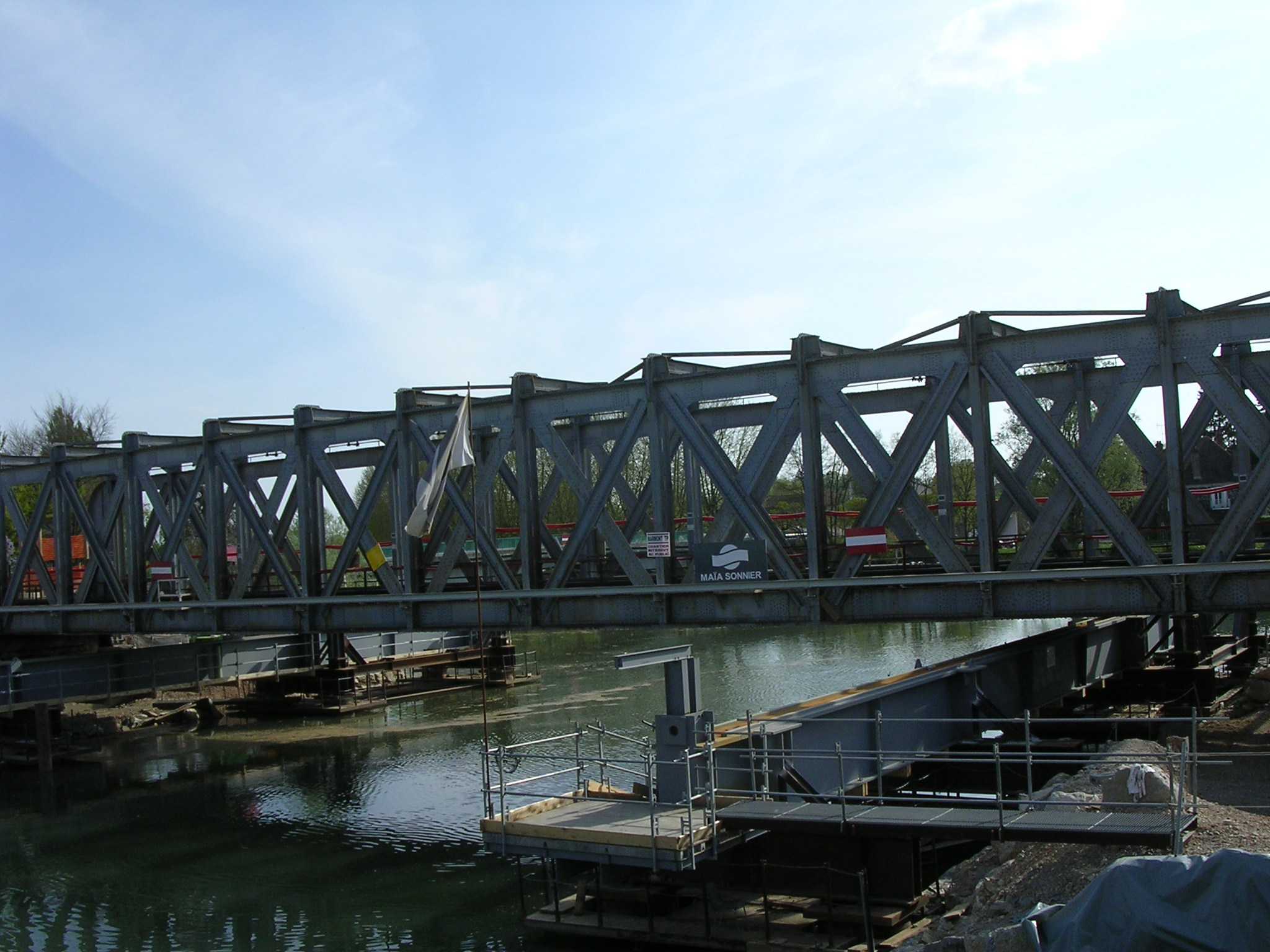
L'ancien pont ferroviaire sur la Seille.
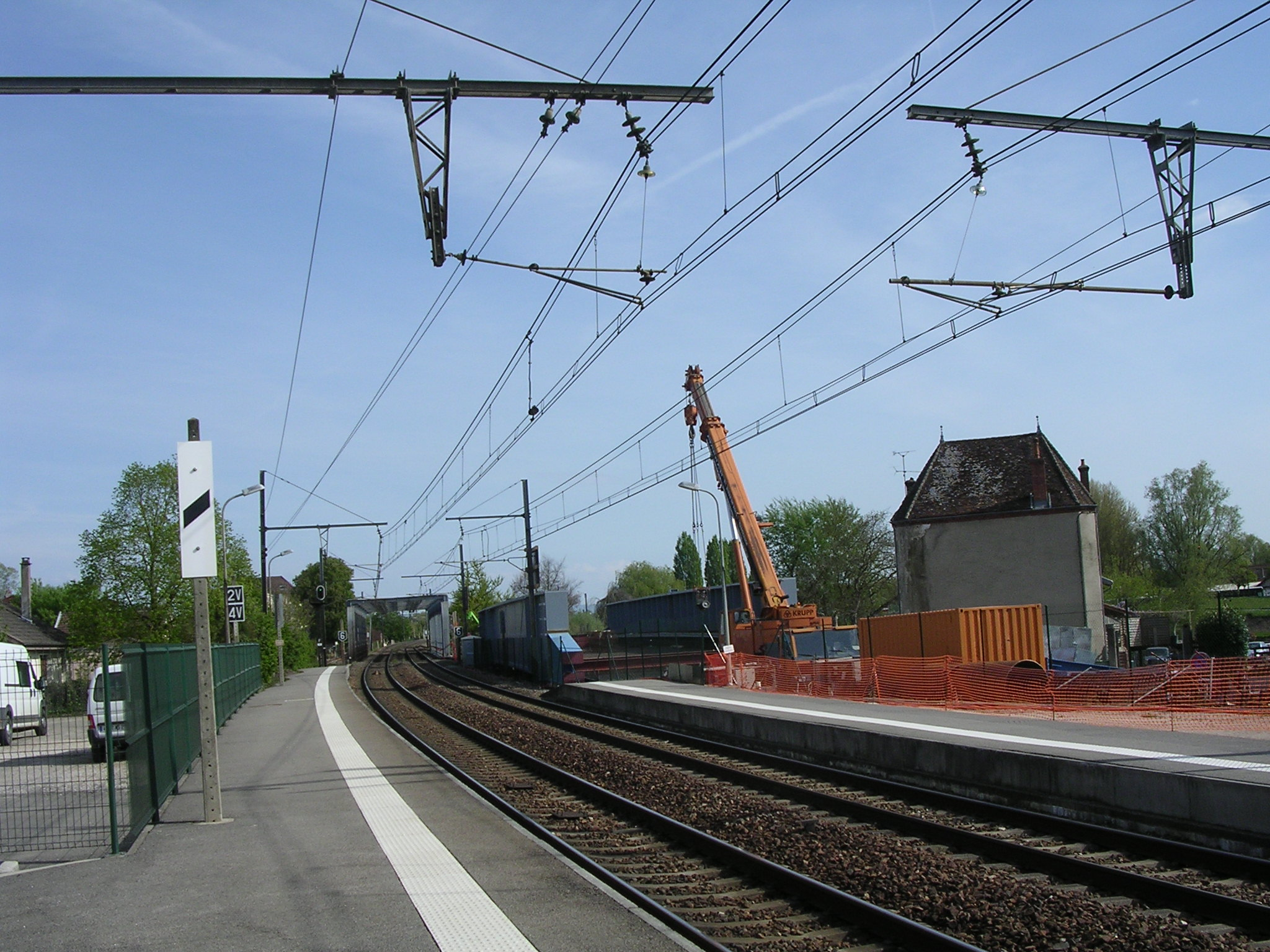
Construction du nouveau pont.